# Teusaquillo
Teusaquillo est le 13e district de Bogota, capitale de la Colombie. Sa superficie est de 14,21 km2 et sa population de 126 125 habitants.

## Toponymie
En muisca, langue amérindienne - aujourd'hui éteinte - qui était parlée par les Indiens Chibchas, l'appellation d’origine du lieu où les Espagnols fondèrent la cité de Bogota était Thybzacá ou Teusacá, d’où vient le nom de Teusaquillo. 